# Wellcome Collection
Wellcome Collection — лондонский музей, посвящённый связям между медициной, жизнью и искусством. Имеет свободный вход. Открыт в 2007 году Wellcome Trust, частью которого является.
Находится по адресу: 183 Euston Road (напротив Юстонского вокзала). Ежегодно принимает более 500 тыс. посетителей.
В состав Wellcome Collection входит Wellcome Library — библиотека располагающая свыше 750 тыс. книг и журналов.
Wellcome Collection вместе с Wellcome Library входят в группу Лондонские музеи здоровья и медицины (en:The London Museums of Health & Medicine).
Имеет две постоянные выставки 'Medicine Man' и 'Medicine Now', а также проводятся специальные выставки.
Здесь также есть кафе и книжный магазин, конференц-залы.
В 2015 году WilkinsonEyre была завершена реконструкция его помещения, благодаря чему удалось организовать более трети от существовавших новых выставочных площадей.